# Bindestreck-minus
Bindestreck‐minus (-) (engelska: hyphen-minus) är ett tecken i Unicode och en tangent på tangentbordet. Tecknet ersätter bindestreck (‐), tankstreck (–) och minustecken (−) när dessa inte finns tillgängliga och är alltså ett substituttecken enligt Unicode. (ASCII saknar alternativ.) I vissa typografiska sammanhang kan ett dubbelt bindestreck-minus (--) ersätta tankstreck.
I Unicode har tecknet kodpunkten U+002D, vilket motsvarar ASCII-koden och koden i Latin1: 0x2D, (45 i decimalform).